# Щиброво (Москва)
Щи́брово — деревня в районе Южное Бутово Юго-Западного административного округа города Москвы. Состоит из одной улицы — Щибровской. В составе Москвы с 1984 года.

## География и население

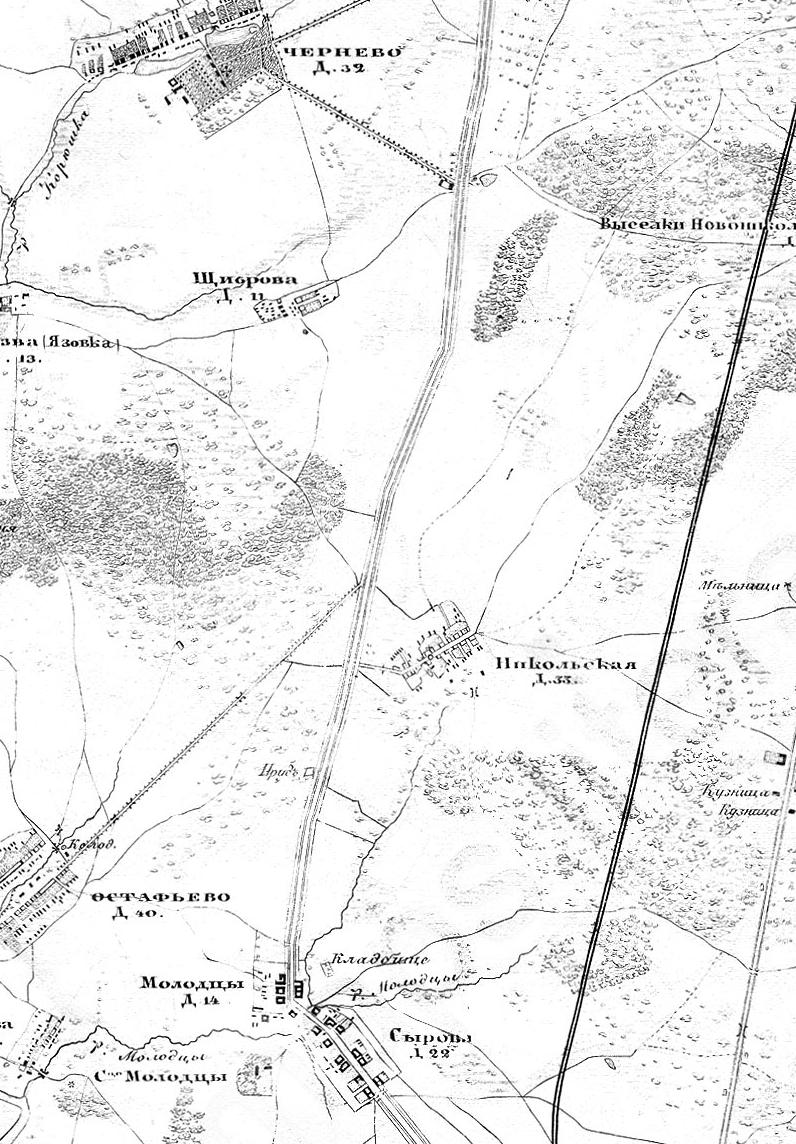
Деревня Щиброва на карте 1878 года

Расположена в южной части района, на северо-западе от деревни Новокурьяново (также в составе Южного Бутова), на правом берегу реки Чечёра. В деревне имеется мемориал Великой Отечественной войны.
Имеет 32 дома исторической застройки. Площадь составляет 10,1 га, население — 77 человек (2004 год).

## Происхождение названия
Название деревни имеет владельческое происхождение.

## История

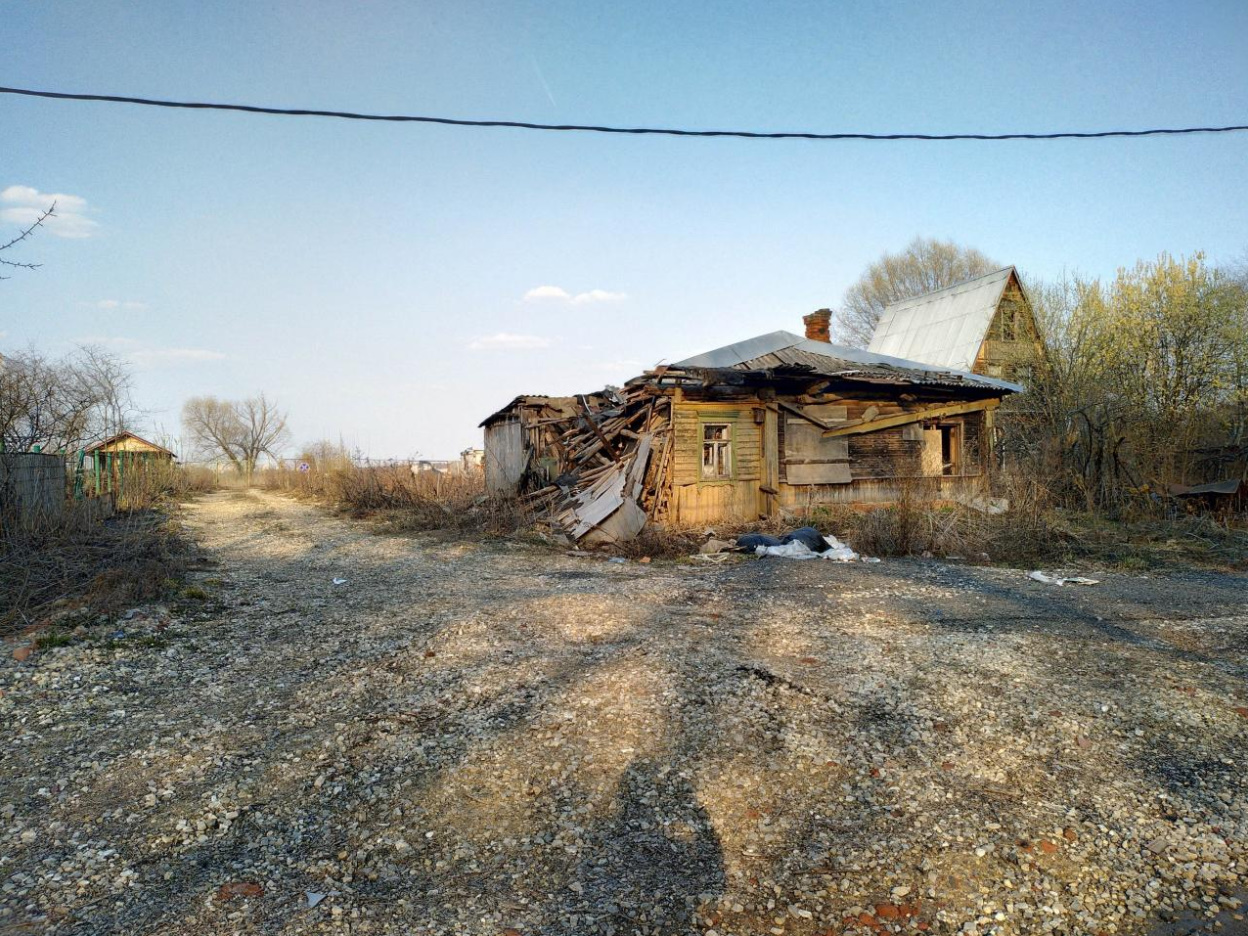
В деревне имеются разрушающиеся дома

Деревня значится на верстовой карте генерального межевания Московской губернии от 1784 года. В этот период она входила в состав Звенигородского уезда. В XIX веке деревня находилась в составе Сухановской волости Подольского уезда. В 1984 году вошла в состав Москвы при её расширении на юго-запад. В это время здесь проживал 81 житель. В этом же году столичные власти пообещали снести дома и переселить жителей в городские квартиры. Однако жители  и в настоящее время проживают в ветхих зданиях. Ранее проезд до Чечёрского проезда был проблемным, но в 2014 году открыли дорогу, соединяющую Щиброво и Новокурьяново с Южным Бутовом.

## Транспорт
- На расстоянии 2 км от деревни имеется станция Московского метрополитена  Бунинская аллея[7].
- К югу от деревни имеется одноимённая остановка московского общественного транспорта, маршрут 1255к.